# 达濠万人墓
达濠万人墓位于汕头市濠江区赤港社区北面皇帝帽石山麓。日占期间交通阻断，于1943年爆发饥荒，地方善堂组织统一收埋路尸集葬而开辟的墓园。是纪念抗日时期达濠地区受难者的重要见证，对研究近现代地方史志有很高的实物印证价值。

## 历史
民国廿八年（1939）日军入侵达濠，交通阻断，物资趋于紧张。外貨入港例須受日人百端留難，故商人除臺灣人，尚無有向外定貨者。以是米源斷絕，百物昂貴。達濠三等米碌每大洋一元僅售二斤，番薯每元十餘斤，柴每元十一斤，炭每元四斤，火油，豆油，豬油，均每元僅售八九兩。居民大半每日食餐或一餐，且多以番薯代米。情形之慘，為亙古所未有。 。

1943年，更适亢旱，潮汕爆发饥荒。达濠为日占领，更是雪上加霜，地方饥馑严重，饿殍遍野。“至若沦陷区域达濠，灾情最重，死者万余人，以占全人口三分之一。有万人冢，千人冢各一，皆当日丛瘗之所。”。
地方从善堂（十二社）辟塜于皇帝帽石山下，统埋路尸。一日一坑，逐日立墓（自农历五月初四起至十一月十四日止），排列有序。各墓碑文只书月日及位数。其中最多为五月十二日一墓，埋尸86具，全部共埋尸3440具。

1947年，达濠从德善堂重修该墓园，并在西侧筑一总墓，碑题文：“万人塜墓”。

1965年达濠人民公社重立碑记。

1981年乡人集资在该塜南侧扩建墓园，园中树一方锥形纪念碑。碑正面书：“万人墓纪念碑”，后面叙述建塜原由及重修年月。

1992年重修墓园。

1995年列为汕头市爱国主义教育基地。

2010年万人墓列为第四批汕头市文物保护单位。

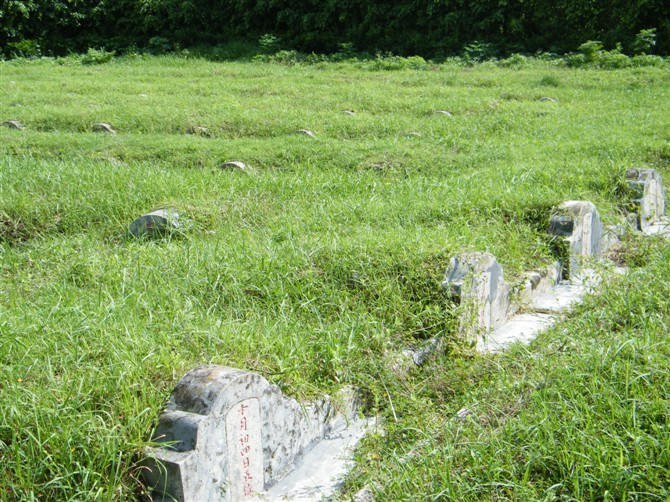
达濠万人墓

2012年列入第七批广东省文物保护单位。

## 墓铭
1946年墓铭，乡人徐隆仪先生撰书。
```
嗟吾濠民，生茲亂世。
戰禍所被，餓殣流隸。
逝者露胔，存者隕涕。
薄木難求，輕棺莫市。
乃營巨穴，瘞骨山阿。
遺骸弗辨，徒喚奈何。
荒郊寂寂，翠岫峨峨。
萬載千齡，哀此坎坷。
```

1981年重立萬人墓紀念碑碑铭
```
 累累之塜，乃癸未受難同胞瘗骨之所。時日寇南侵，濠島淪陷。鎖港封船，交通梗阻。又逢苦旱，田園失收，米珠薪桂。
 民無以生，餓殍遍地。收埋日以百計，窀穸未能分營，統埋巨穴。無辜濠民，罹此浩劫，生悲死恨，哀思綿綿。丁亥之春立碑誌焉。

 然物換星移，原碑更迭，列塜或缺或殘，將蕪將廢。眾鑒於斯，籌資修葺。加欄辟圃，整飭環周。
 重立紀碑，以肅墓園。俾後人之凭吊，世代之毋忘。是記。 公元一九八一年八月立
```

## 图片

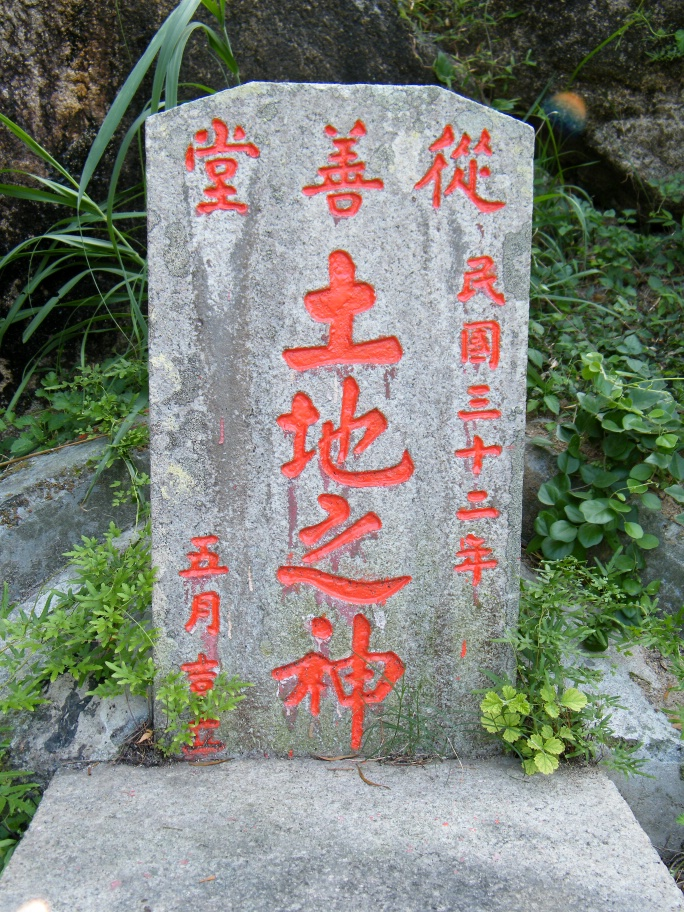
达濠万人墓

|  |  |  |